# Campo di concentramento di Tenja
Il campo di concentramento di Tenja (in croato Tenja koncentracioni logor) è stato uno dei 26 campi di concentramento stabiliti nello stato indipendente della Croazia durante la seconda guerra mondiale. Si trovava vicino al villaggio di Tenja vicino a Osijek e gestito da Ustaše.

## Storia

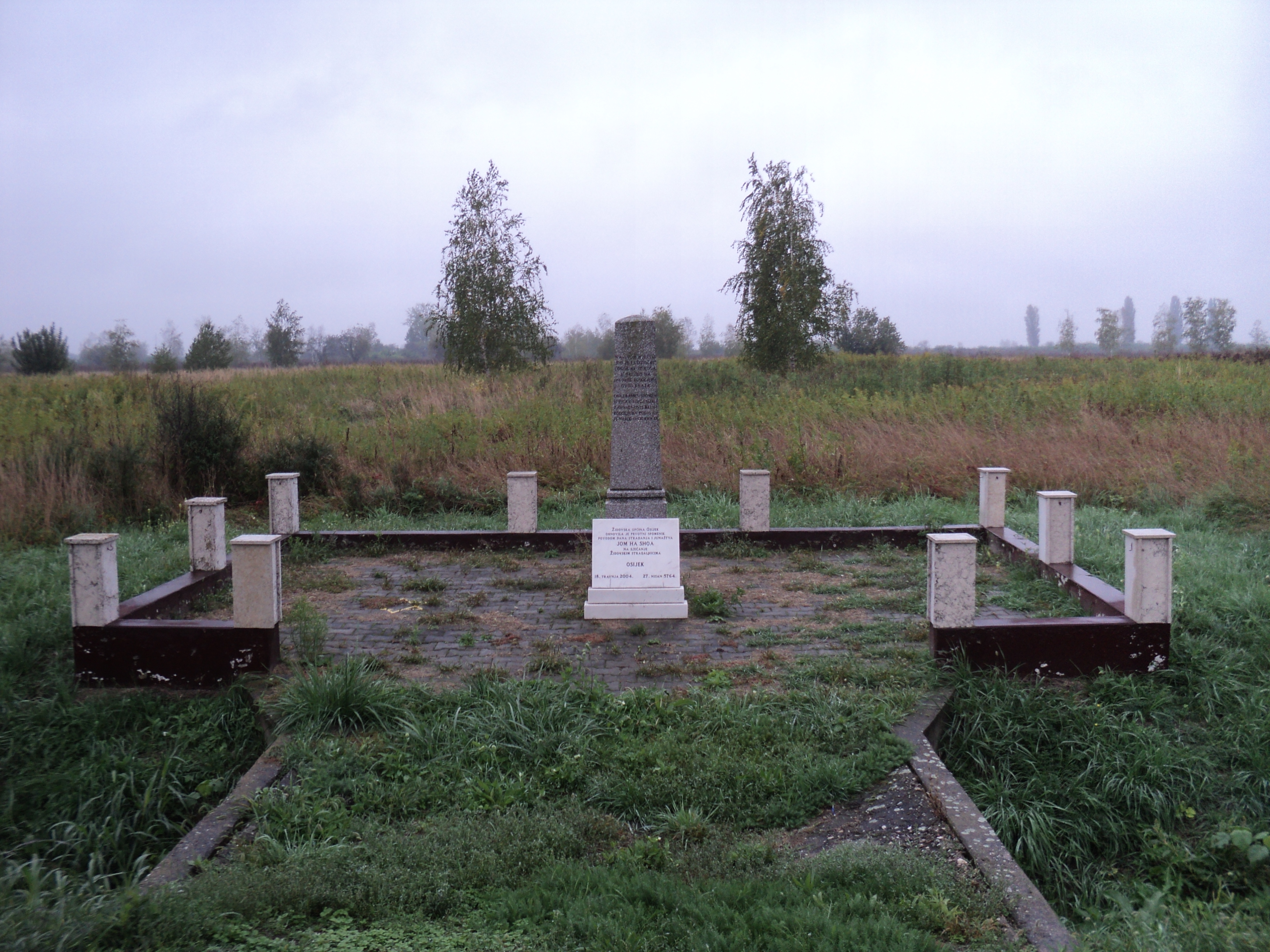
Memoriale tra Tenja e Osijek, fu la sede del campo di concentramento di Tenja per ebrei nel 1942.

Simile al campo di Terezin, ma il campo di Tenja non era un vero e proprio campo di concentramento, perché era programmato per diventare un piccolo insediamento abitato da ebrei. La decisione di stabilire questo campo di concentramento fu presa nel gennaio del 1942 da Grand Župan di Baranja, Stjepan Heffer, dal quartier generale militare della polizia di Baranja e dal governo della città che pianificarono la deportazione degli ebrei da Osijek a Tenjai.
L'edificio dell'insediamento fu completato nell'aprile del 1942 con fondi raccolti dalla municipalità ebraica della comunità ebraica di Osijek. Il campo comprendeva un edificio dell'ex fabbrica di buste Mursa Mill utilizzato per ospitare detenuti molto vecchi e malati.
Circa 3000 prigionieri ebrei furono deportati da Tenje ad Auschwitz e Jasenovac. La prima partenza comprendente da 1 700 detenuti fu organizzata il 14 agosto 1942, la seconda il 18 agosto e i detenuti rimasti furono deportati alla fine di agosto, alcuni dei quali prima nel campo di concentramento di Lobor e poi ad Auschwitz.